# Diglyphus
Diglyphus är ett släkte av steklar som beskrevs av Walker 1844. Diglyphus ingår i familjen finglanssteklar.

## Dottertaxa tillDiglyphus, i alfabetisk ordning[1][2]
- Diglyphus agrophlomicum
- Diglyphus albinervis
- Diglyphus albitibiae
- Diglyphus anadolucus
- Diglyphus begini
- Diglyphus bimaculatus
- Diglyphus bulbus
- Diglyphus carlylei
- Diglyphus chabrias
- Diglyphus crassinervis
- Diglyphus eleanorae
- Diglyphus frontolatus
- Diglyphus funicularis
- Diglyphus gibbus
- Diglyphus guptai
- Diglyphus horticola
- Diglyphus indicus
- Diglyphus inflatus
- Diglyphus insularis
- Diglyphus intermedius
- Diglyphus isaea
- Diglyphus mandibularis
- Diglyphus metallicus
- Diglyphus minoeus
- Diglyphus pachyneurus
- Diglyphus pedicellus
- Diglyphus phytomyzae
- Diglyphus poppoea
- Diglyphus pulchripes
- Diglyphus pusztensis
- Diglyphus sabulosus
- Diglyphus turcomanica
- Diglyphus websteri